# Корона (Горица)
Корона је насеље у Италији у округу Горица, региону Фурланија-Јулијска крајина.
Према процени из 2011. у насељу је живело 310 становника. Насеље се налази на надморској висини од 37 м.